# انریکو پویچکه
انریکو پویچکه (انگلیسی: Enrico Poitschke؛ زادهٔ ۲۳ اوت ۱۹۶۹) دوچرخه‌سوار اهل آلمان است.